# Ragnar Bergh
Karl Ragnar Bergh, född 3 april 1894 i Graninge församling, Västernorrlands län, död 26 december 1982 i Luleå domkyrkoförsamling, Norrbottens län, var en svensk folkskoleinspektör och politiker. Han var far till latinisten Birger Bergh.
Bergh var ledamot av riksdagens första kammare 1943–1962, invald i Västerbottens läns och Norrbottens läns valkrets. Han representerade högerpartiet.